# Ensemble rural de la Rivière
L'ensemble rural de la Rivière (ou de la Ribière), est une ancienne exploitation agricole de la commune de Saint-Éloy-les-Tuileries, dans le département de la Corrèze, en région Nouvelle-Aquitaine.
Il est notamment connu pour sa grange ovalaire, la seule restaurée avec son toit de chaume, comme à l'origine.
Il fait l'objet d'une protection au titre des monuments historiques.

## Situation
Dans l'extrême ouest du département de la Corrèze, l'ensemble rural de la Rivière est situé au lieu-dit la Rivière, dans le nord-est du territoire de la commune de Saint-Éloy-les-Tuileries.

## Description
L'ensemble actuel se compose d'un logis, d'une grange ovalaire et d'une porcherie, auxquels s'ajoutent des poulaillers, des clapiers et un four à pain. À l'intérieur de la grange se trouvaient « une aire à battre, une remise de matériel agricole, un fenil, une étable, une écurie et un poulailler ».
Particularités architecturales rurales situées à la jonction des départements de la Corrèze, de la Haute-Vienne et de la Dordogne, les granges ovalaires étaient nombreuses au XIXe siècle. Dans ce secteur, dans un rayon d'une cinquantaine de kilomètres, il en existait au moins 2 000, dont cinq au lieu-dit la Rivière. Au début du XXIe siècle, il n'en subsisterait qu'une cinquantaine.
De forme ovale et hauts d'une dizaine de mètres, ces bâtiments agricoles étaient recouverts de chaume de seigle. Le chaume n'étant plus utilisé, les rares granges qui existent encore ont vu leur toit remplacé par de la tôle, ce qui a permis leur conservation.
En 2018, le toit en tôle de la grange de la Rivière a été remplacé par du chaume, comme à l'origine.

## Historique et protection
Le linteau de la porte du logis porte la date de 1756 gravée dans le bois et la grange ovalaire parait avoir été érigée au XVIIIe siècle.
L'ensemble, comportant également les sols de la parcelle, a été classé au titre des monuments historiques le 25 janvier 1996,.
En octobre 1999, la communauté de communes du Pays de Saint-Yrieix acquiert l'ensemble rural.
En 2024, l'ensemble a été sélectionné par la « mission d'identification du patrimoine immobilier en péril » pour son logis en « état de péril très avancé », ce qui a nécessité la pose provisoire d'étais. Sa restauration est prévue pour 2025-2026.
La même année, il fait partie des sites retenus pour le loto du patrimoine et le projet se voit attribuer à ce titre 110 000 euros.

## Galeries de photos

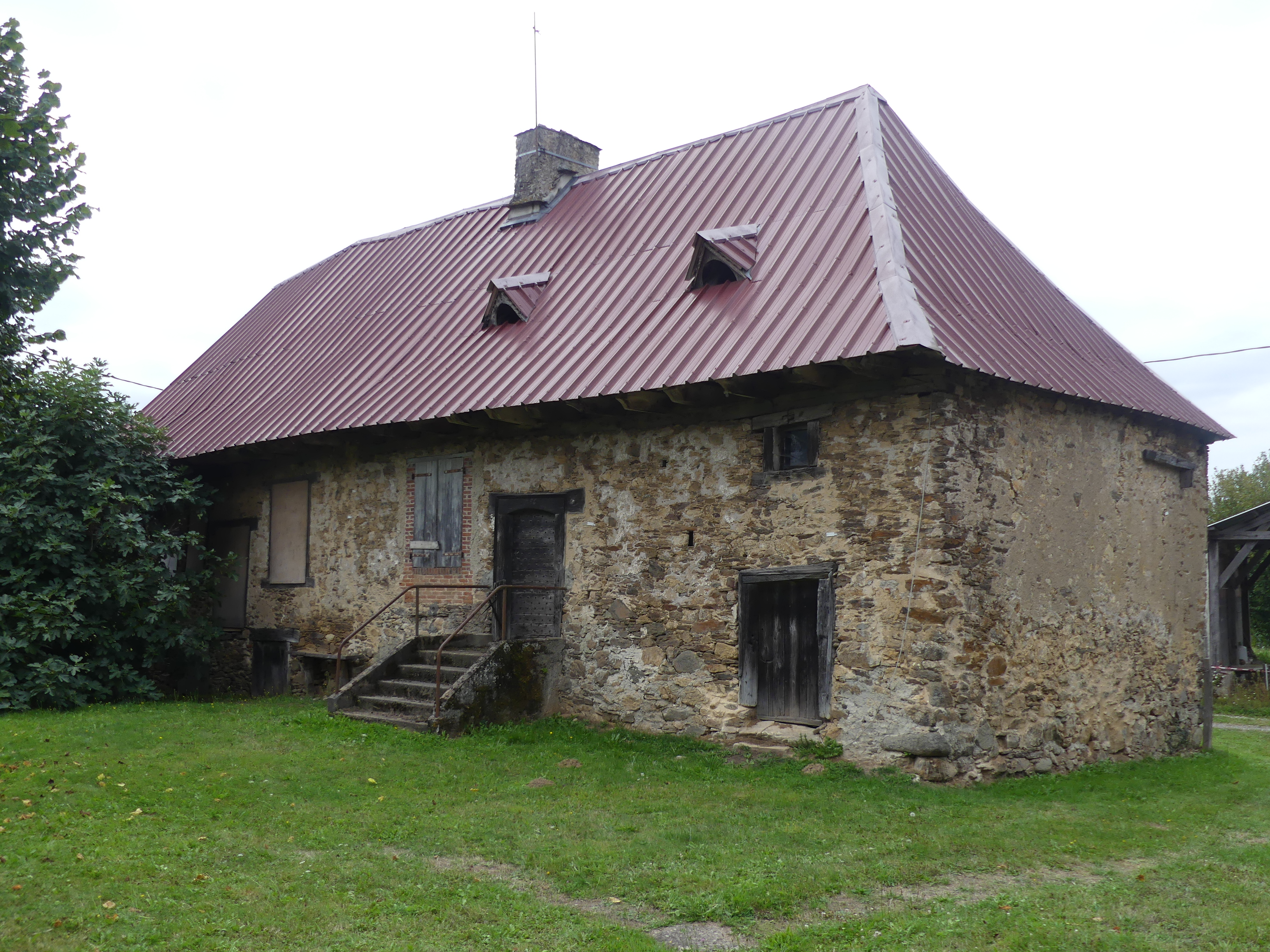
Le logis.
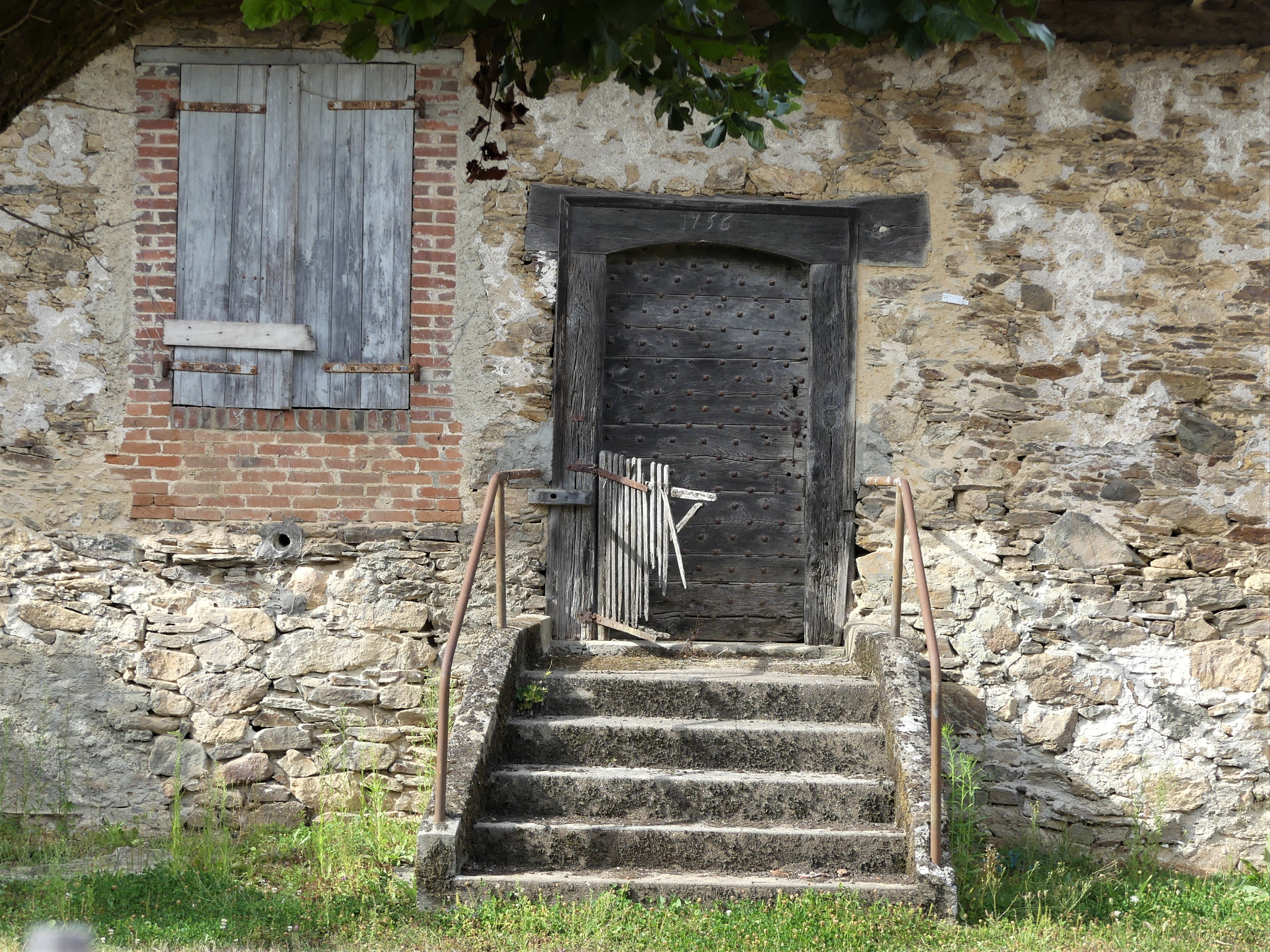
La porte du logis portant la date de 1756.
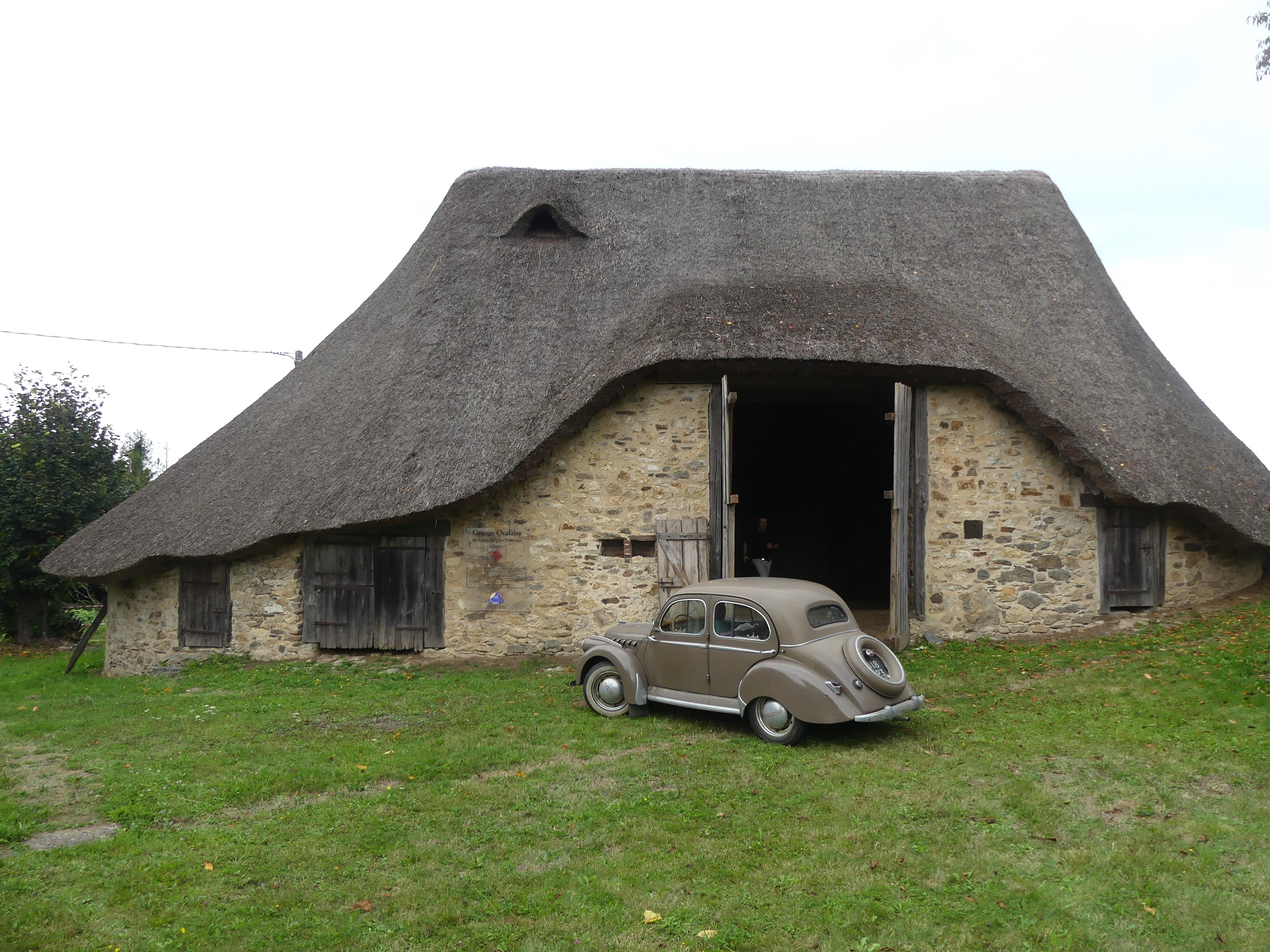
La grange ovalaire.
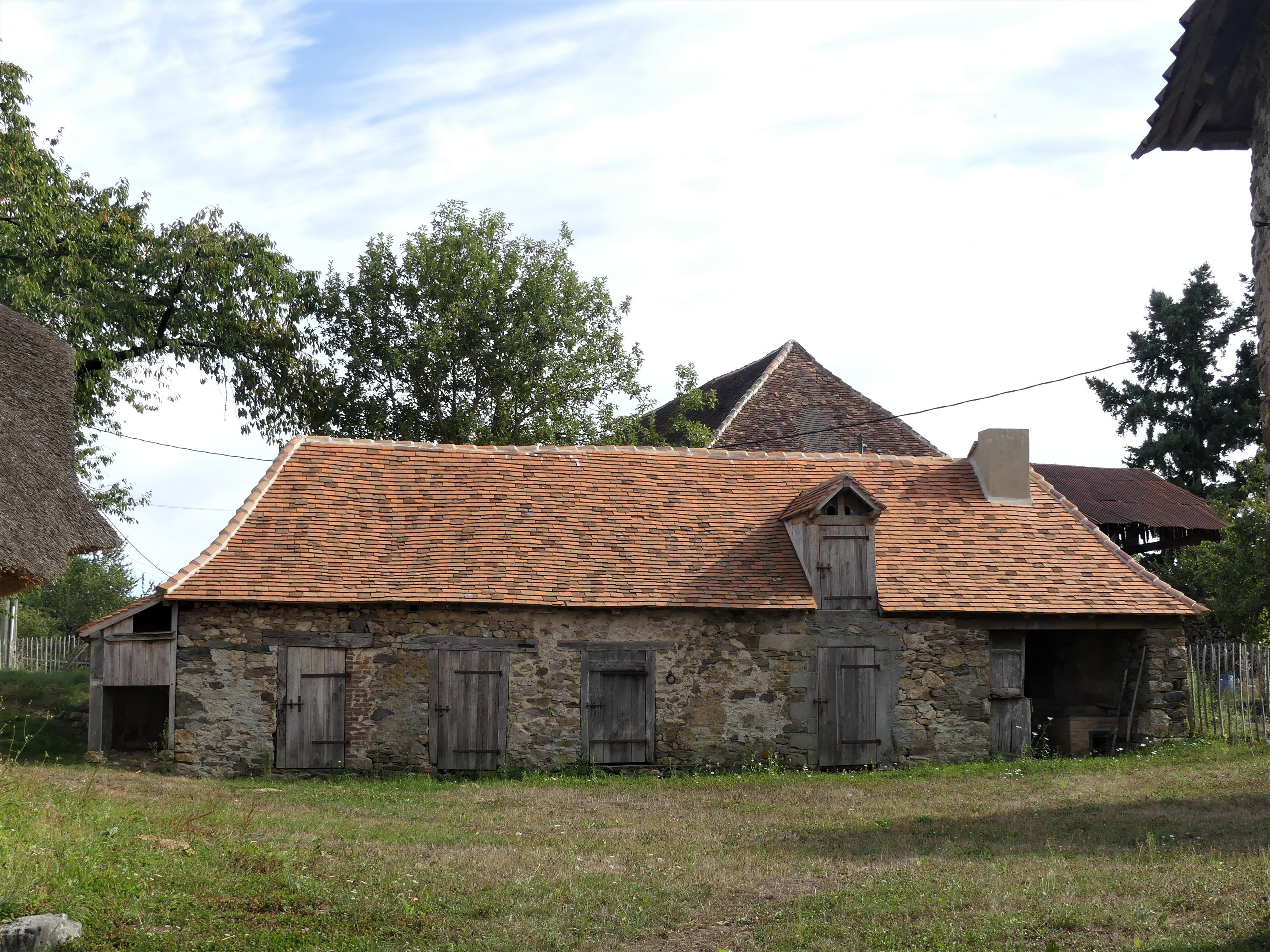
La porcherie.
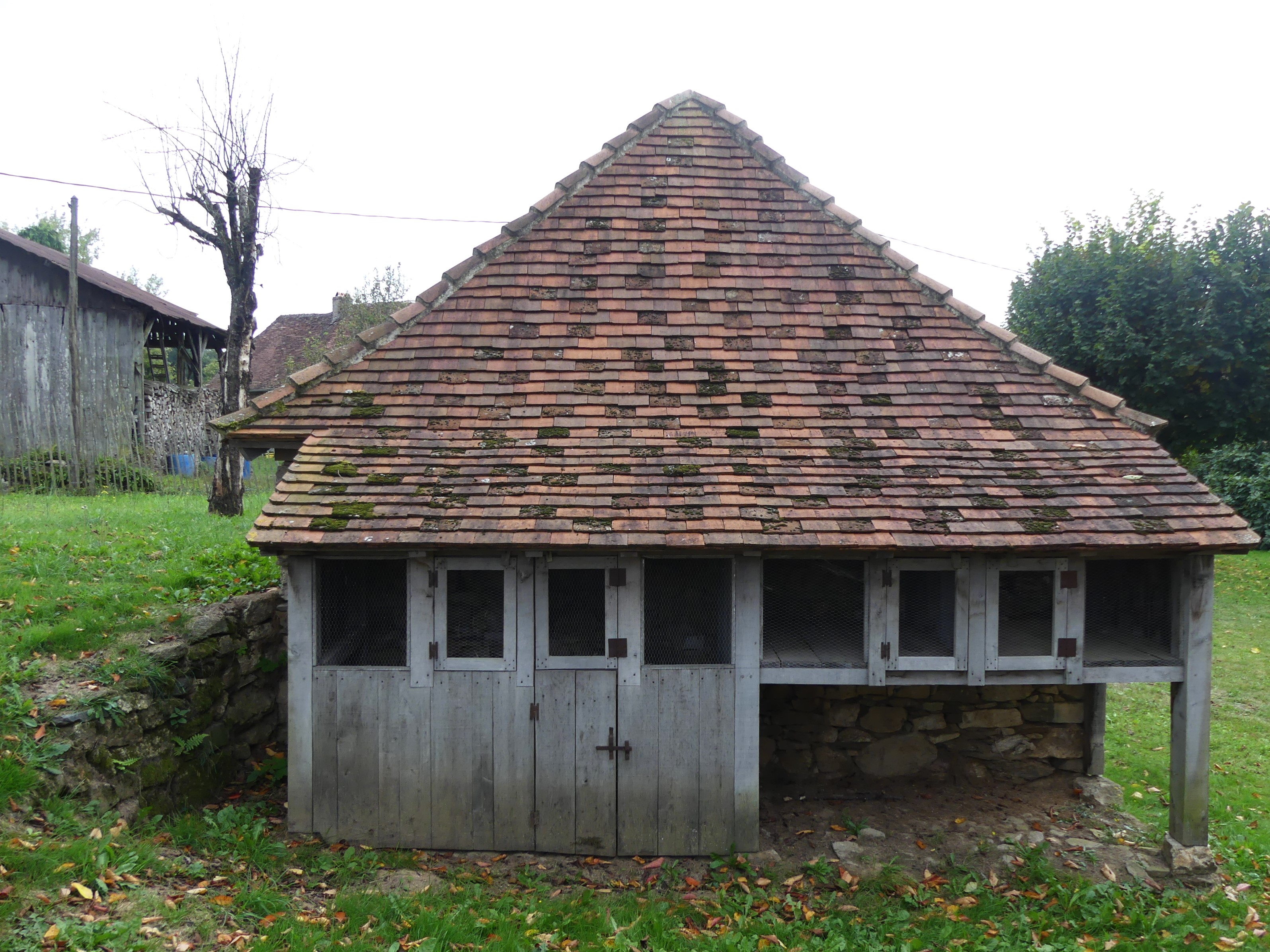
Poulaillers et clapiers.
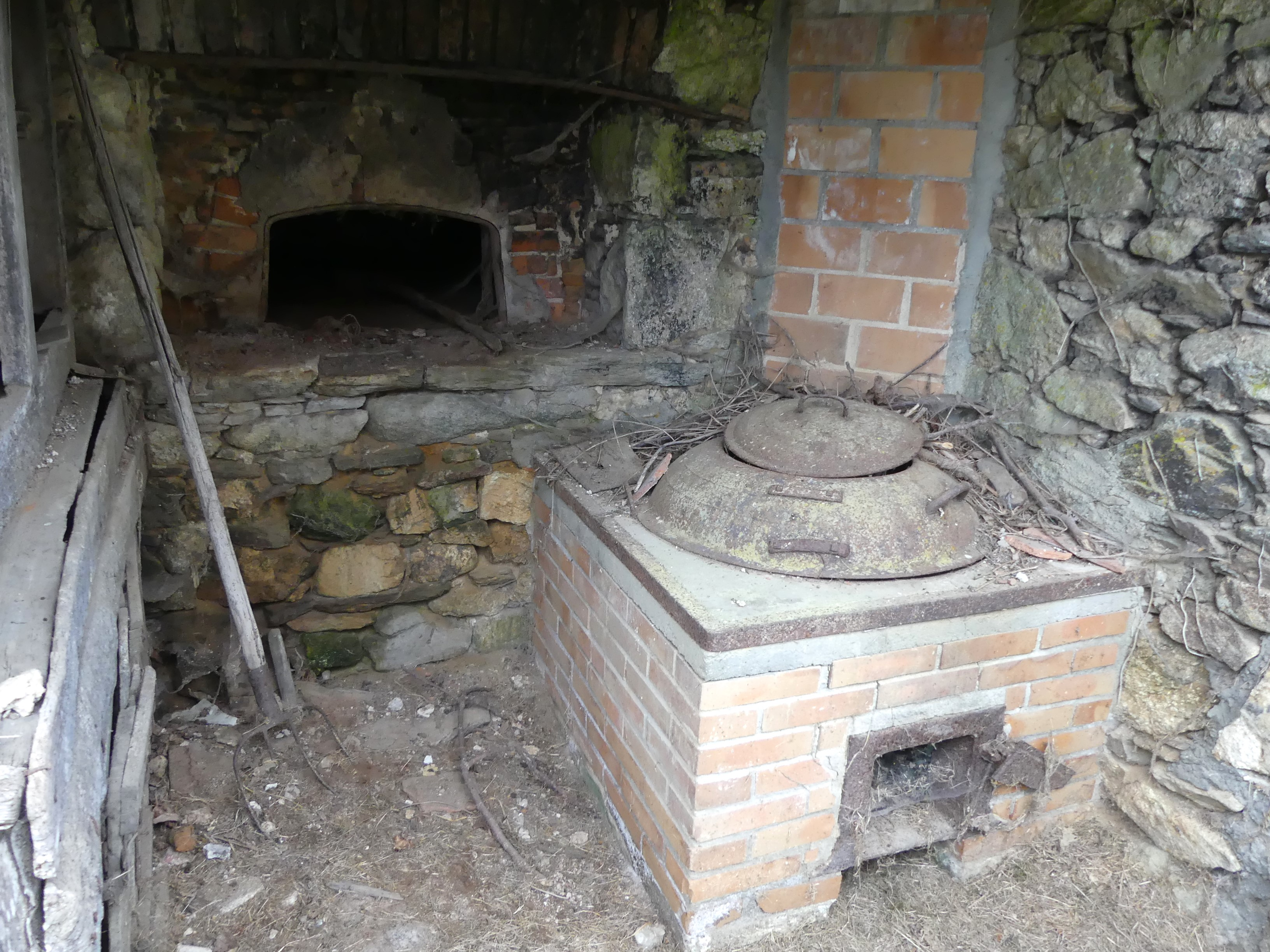
Four à pain et four à baccade (pour la nourriture des cochons).
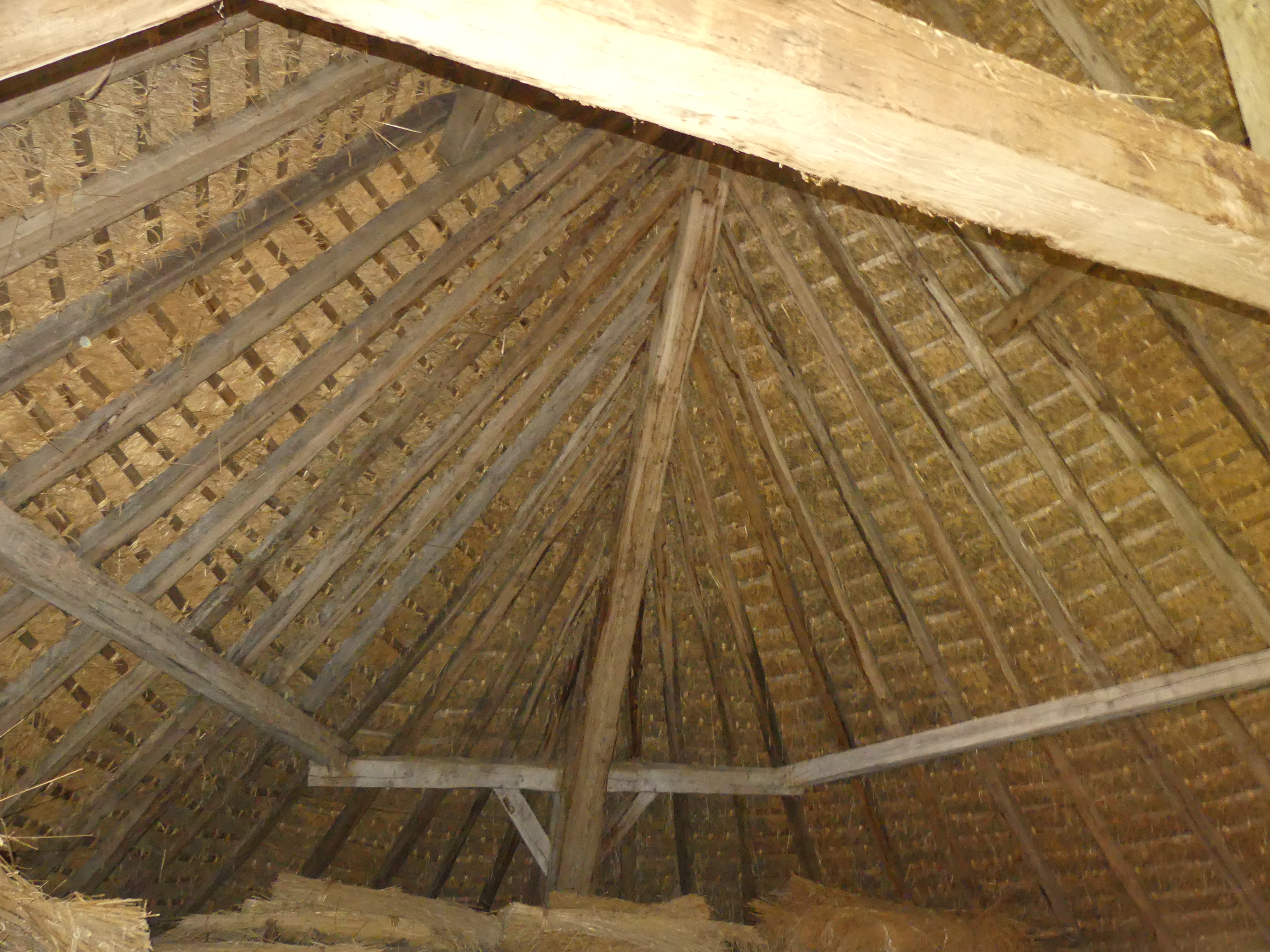
La charpente de la grange.
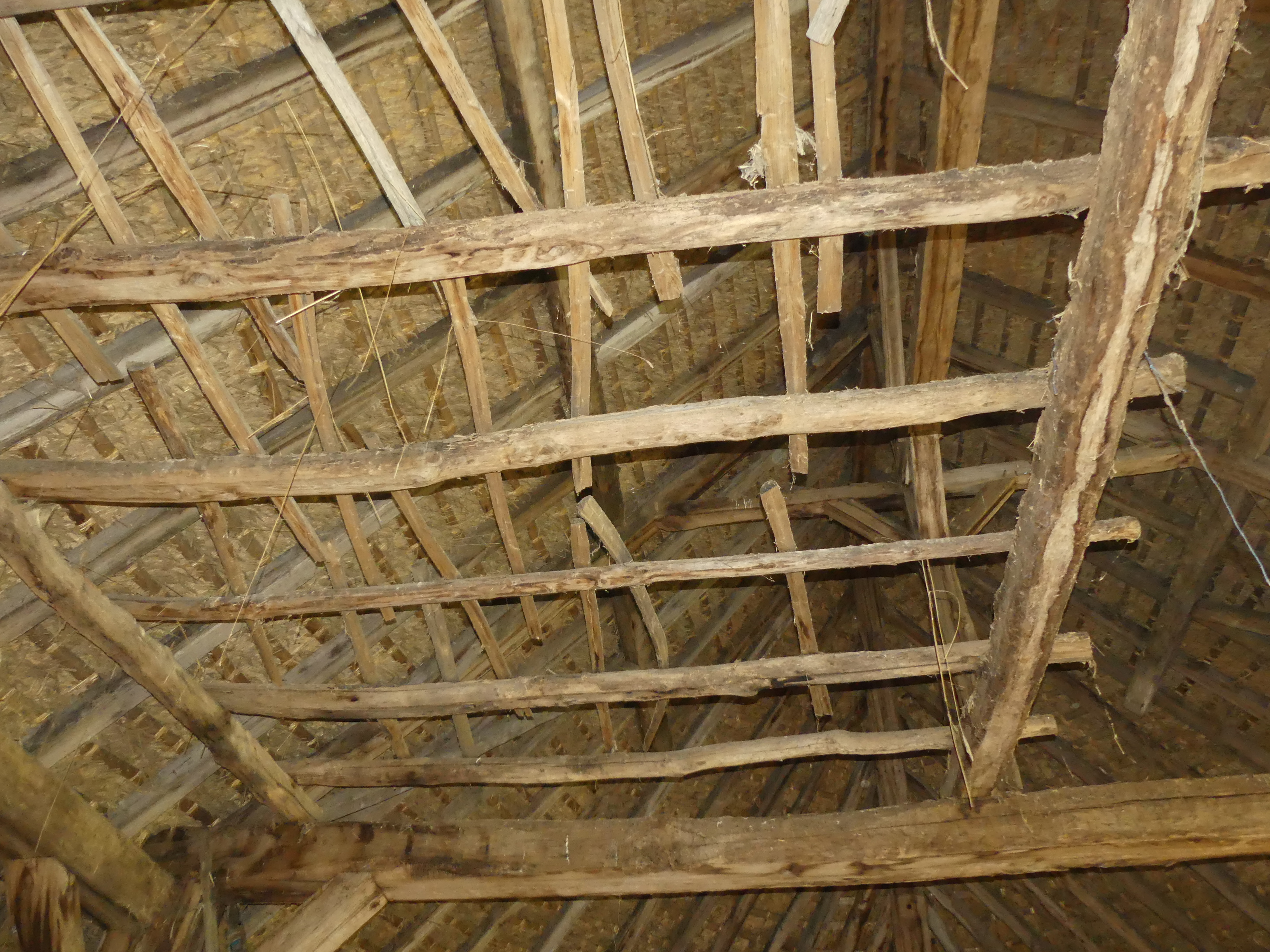
Étage dans la grange permettant d'entreposer le foin ou la paille.